# Рацлавиці (Меховський повіт)

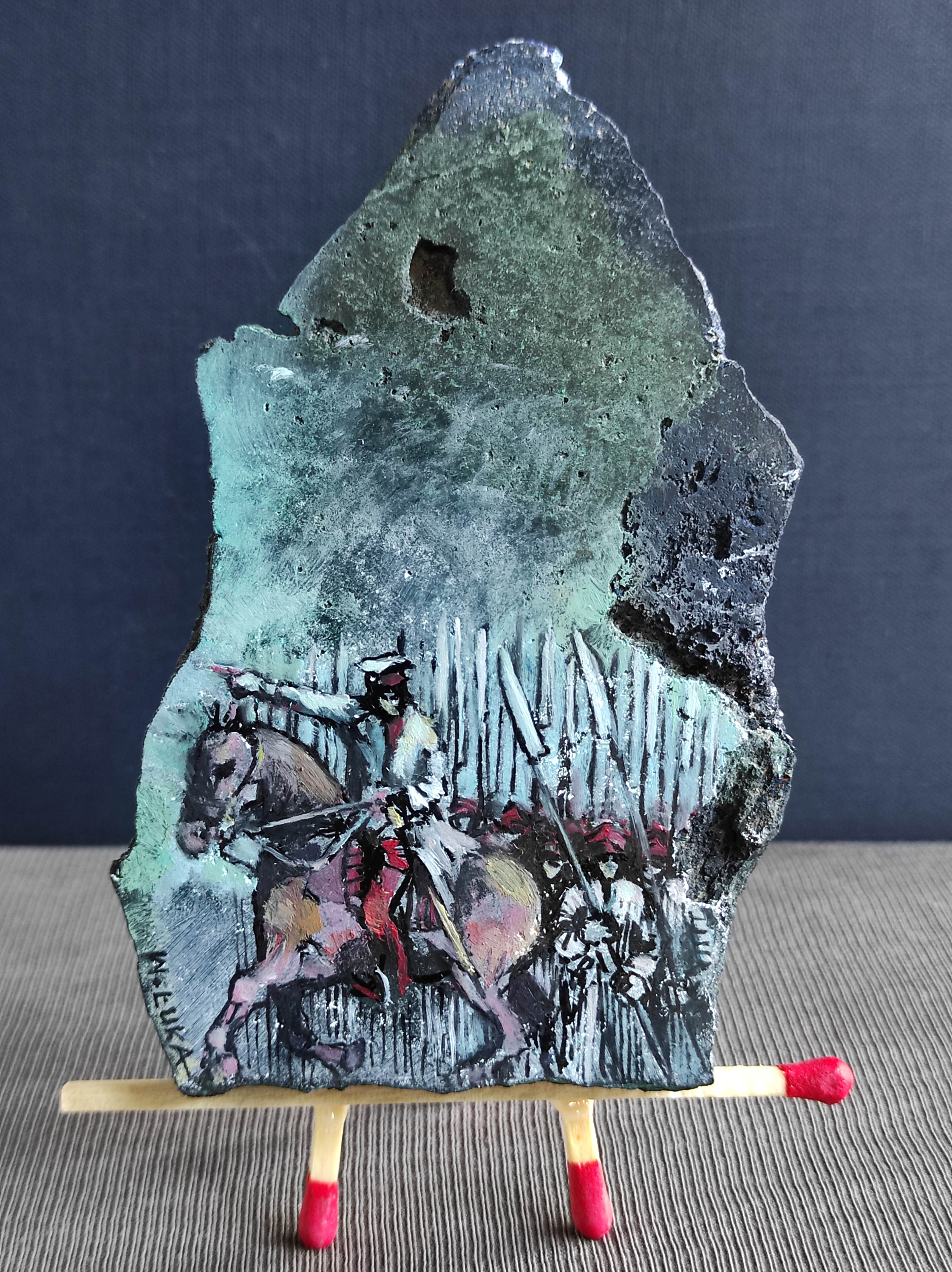
Битва під Рацлавицями. Картина маслом 132 х 77 мм Войцеха Луки, експонат Музей професійного мініатюрного мистецтва Генрик Ян Доміняк в Тихах

Рацлавиці (пол. Racławice) — село в Польщі, у гміні Рацлавиці Меховського повіту Малопольського воєводства.
Населення — 507 осіб (2011).

## Демографія
Демографічна структура станом на 31 березня 2011 року:
|          | Загалом | Допрацездатний вік | Працездатний вік | Постпрацездатний вік |
| -------- | ------- | ------------------ | ---------------- | -------------------- |
| Чоловіки | 259     | 52                 | 170              | 37                   |
| Жінки    | 248     | 39                 | 146              | 63                   |
| Разом    | 507     | 91                 | 316              | 100                  |